# Szakaszok összeadásának posztulátuma
A geometriában a szakaszok összeadásának posztulátuma kimondja, hogy ha adott az A és a C pont, egy harmadik B pont akkor és csak akkor van az AC szakaszon, ha a pontok közötti távolságokra teljesül, hogy AB + BC = AC. Ez összefüggésben van a háromszög-egyenlőtlenséggel, ami azt mondja ki, hogy az AB + BC {\displaystyle \geq } AC -nél egyenlőség akkor és csak akkor áll fenn, ha A, B, és C kollineárisak (egy egyenesre esnek). Ez pedig ekvivalens azzal a tétellel, hogy két pont között a legrövidebb út az egyenes.
A szakaszok összeadásának posztulátuma gyakran használt módszer szakaszok egybevágóságának bizonyításához.

## Fordítás
- Ez a szócikk részben vagy egészben a Segment addition postulate című angol Wikipédia-szócikk ezen változatának fordításán alapul.  Az eredeti cikk szerkesztőit annak laptörténete sorolja fel. Ez a jelzés csupán a megfogalmazás eredetét és a szerzői jogokat jelzi, nem szolgál a cikkben szereplő információk forrásmegjelöléseként.